# Vognmandsmarken
Vognmandsmarken er et boligkvarter i København og en gade bag Hans Knudsens Plads.
Navnet kommer af Københavns vognmandslaug, der efter cirka 1570 holdt til i området med deres heste. Området, som lauget fik overladt, udgjorde siden middelalderen en del af den nedlagte landsby Serridslevs jorder. I tingbogen refereres der et par gange til en vis Jørgen Brændevin, som boede i "Vanghuset for Vognmandsvangen sønden ved Gammel Vartou". Vangehusvej mellem Ryvangs Allé og Strandvejen, minder også om Jørgen Brændevin.
Da Johann Friedrich Struensee kom til magten, blev arealerne 1771 sat på auktion. Efter hans fald kom arealerne snart tilbage til vognmændene. I 1851 ophævedes lavet, hvorefter jorden overgik til magistraten.
I 1893 erhvervede Staten en stor del af arealerne i Vognmandsmarken og Ryvangen til militæret og resten af jorden udstykkedes. 1893. Det blev brugt af ingeniørregimentet. 1897 afsluttede ingeniørkasernens opførelse på arealet, som frem til 1973 var ingeniør- og telegraftroppernes.